# A Loose Quarter
Albums de Joe Budden
Mood Muzik 4: A Turn 4 the Worst
(2009) No Love Lost
(2013)
Singles
1. More of Me
Sortie : 8 novembre 2012
2. Momma Said
Sortie : 15 novembre 2012

A Loose Quarter est une mixtape de Joe Budden, sortie le 20 novembre 2012. 

## Liste des titres
| No  | Titre                                            | Contient un (des) sample(s) de   | Durée |
| --- | ------------------------------------------------ | -------------------------------- | ----- |
| 1.  | Intro                                            |                                  | 3:10  |
| 2.  | Words of a Chameleon                             |                                  | 1:52  |
| 3.  | What Y'all Want                                  |                                  | 4:47  |
| 4.  | Cut From a Different Cloth (featuring Ab-Soul)   |                                  | 4:06  |
| 5.  | Through My Eyes (featuring Tsu-Surf)             |                                  | 4:23  |
| 6.  | Momma Said                                       |                                  | 4:01  |
| 7.  | Off 2 the Races                                  | Off to the Races de Lana Del Rey | 5:06  |
| 8.  | The Helmet (Interlude) (featuring Mal et Emanny) |                                  | 2:05  |
| 9.  | So Good (featuring Emanny)                       |                                  | 5:18  |
| 10. | So Hard (featuring Emanny)                       |                                  | 5:08  |
| 11. | Dreams (Interlude) (featuring Trev Rich)         |                                  | 3:31  |
| 12. | Pain Won't Stop                                  |                                  | 4:59  |
| 13. | All in My Head (featuring Royce da 5'9" et Kobe) |                                  | 5:12  |
| 14. | More of Me (featuring Emanny)                    |                                  | 7:00  |
| 15. | Now or Never (featuring Emanny)                  |                                  | 5:00  |